# 十五年戰爭
1931年九一八事件經過十四年抗戰到1945年波茨坦宣言後日本無條件投降，這段歷經大約15年的期間，被稱作十五年戰爭，也有稱作十五年抗戰（特別指中國）。
十五年戰爭這名詞被認為是在1956年由日本思想家鶴見俊輔先使用，1960年代後旬逐漸滲入至日本人的一般語句中。
但是也有看法認為這名詞並不合理，1933年《塘沽协定》後——位於中國華北與滿洲的日軍與中國軍隊已然停戰——直到1937年七七事變日本再度挑起戰端，這4年期間並不算是戰爭。

## 時期
十五年戰爭期這樣的說法也見過，作為一個時期：
- 這段期間，日本對世界的心態轉變是重要的戰後思想研究，十五年戰爭常被當作一個時期來研究，例如當時日本為何走上與多國為敵的研究。
- 在中國，由於日本侵占中國東北，中國人仇日的心態也在此時期節節升溫，也有以此時期中國人轉變或文化各方面的研究，不過通常是來自日本人的中國研究容易出現。

## 註解
1. ↑  鶴見俊輔在1942年以前還在美國，也就是說珍珠港事件後才搭乘交換船回日本。